# Francisco (lune)
Pour les articles homonymes, voir Francisco.
 (signalé en août 2025).
Si vous disposez d'ouvrages ou d'articles de référence ou si vous connaissez des sites web de qualité traitant du thème abordé ici, merci de compléter l'article en donnant les références utiles à sa vérifiabilité et en les liant à la section « Notes et références ».
- Archive Wikiwix
- Bing
- Cairn
- DuckDuckGo
- E. Universalis
- Gallica
- Google
- G. Books
- G. News
- G. Scholar
- Persée
- Qwant
- (zh) Baidu
- (ru) Yandex
- (wd) trouver des œuvres sur Wikidata

Francisco (Uranus XXII Francisco) est un petit satellite naturel d'Uranus découvert en 2001. Il porte le nom d'un seigneur dans la pièce La Tempête de William Shakespeare. Sa désignation provisoire était S/2001 U 3.
Découvert en 2001, il a été presque immédiatement perdu et ne fut définitivement retrouvé qu'en septembre 2003, par Brett J. Gladman.